# Хера
Хера (на старогръцки: Ήρα) в древногръцката митология е богиня, покровителка на брака и пазеща майките по време на раждане. Според Илиада тя е първородно дете на титаните Кронос и Рея, сестра и съпруга на Зевс, и майка на няколко от главните богове-олимпийци, сред които Арес, Хеба и Хефест. Тя казва на Зевс:
Хитрият Кронос ме първа създаде

и с двойна ме почит

щедро дари: със рода си и твоя съпруга да бъда.
Женско съответствие на Зевс – царица на боговете, властница над небето, повелителка на облаците и бурите. Римският аналог на Хера е богинята Юнона, а в римската митология е съпруга на Юпитер. Неин задължителен атрибут, като символ на положението ѝ, е диадемата. В много случаи Хера се явява с бойна колесница.
Най-могъща от богините (в наподобяващата царски двор обстановка на Олимп, но не и в света изобщо), Хера се подчинява само на Зевс.
Сестра е на Зевс, Деметра, Хестия, Хадес и Посейдон – също деца на Кронос и Рея. В началото на съществуването си, тя е погълната жива от Кронос, както и останалите му деца, освен Зевс, но после е освободена и участва в титаномахията на страната на олимпийците.
Нейното свещено животно е паунът.

## Митология

### Зевс и Хера, като съпрузи и родители
Според преданието за нея, тя е родена при река Имбрас на остров Самос, до върба, която все още показвали през II век пр.н.е. и според Павзаний това било най-старото дърво в Гърция Въпреки дълголетието си, богинята външно запазва образа на млада девойка, благодарение на водата от извора Канаф в град Навплио, в който ежегодно се къпе.
За да я спечели, царят на боговете си служи с хитрост, като се преобразява в раздърпана и рошава кукувица, която тя хваща. Бракът им остава в тайна 300 години. Сватбата се състои в района на град Кносос, на остров Крит, в местност близо до река Ферена, където имало храм.
Хера ражда някои от децата си (сред децата ѝ били и Арга и Ангела) неоспоримо от Зевс, но бащинството му на други е съмнително според някои древни автори. „Извън брачното ложе“, тя става майка на Хефест (според Омир, той също е син на Зевс). Съществува версия, гласяща, че е заченала Арес без участието на мъжа си, получавайки от нимфата Хлорида цвете.
За сметка на това, Зевс ѝ изневерява непрекъснато – както с богини, така и със смъртни жени. Като богиня на брака, Хера е богиня и на ревността (като гаранция и защита на брака, като връзка) и я проявява всеки път и в бурни и жестоки форми, отмъщавайки на съперничките си, но понякога – и на мъжа си, а често и на децата, родени от прелюбодействените му връзки. Тя често разгневява Зевс с ревността си.
Особено големи страдания коства отмъстителността на Хера на Херакъл – син на Зевс и смъртната Алкмена. Други потърпевши от гнева ѝ са Ехо, Ио, Лето. Последната е изгонена от Олимп от ревнивата богиня и след като е забранено да бъде подслонявана на сушата или в морето, тя едва намира къде да роди децата си Аполон и Артемида – на плаващ остров, по-късно закрепен неподвижен, наречен Делос.
Жертва на Херините интриги става и Семела, родила на Зевс бог Дионис. Също така тя изпраща отровна змия на острова (остров Егина), където живеели Егина и нейният син от Зевс – Еак.

### Други дела на Хера
Хера неспирно плете интриги срещу мъжа си. Според една легенда, веднъж тя приспива Зевс, като част от общ с другите богове от Олимп заговор срещу него, и възползвайки се от временното си надмощие, изпраща буря на Херакъл, отклонявайки го от остров Кос, за което Зевс я наказва тежко. Според мита, Зевс става така нетърпим за повечето други богове, че Хера успява да ги убеди да вдигнат бунт. Нейната роля е да го упои и да им го направи безпомощен. Те привързват заспалия непробудно Зевс за леглото с много възли. Но докато се разберат какво да предприемат по-нататък, той се връща в съзнание, а на помощ му се притича Бриарей, който го развързва. Зевс скача от леглото и сграбчва опонентите си, а те падат на колене да молят за пощада. Когато разбира, че главният виновник е Хера, той излива гнева си върху нея, провесвайки я от небето на златни вериги, и тя остава така цяла нощ, плачейки от болка, без никой да се опита да я защити. На следващата сутрин Зевс, комуто риданията ѝ са досадили твърде много, я освобождава, като я кара да обещае занапред да не се бунтува. Тя обещава, но си остава също толкова лукава и подмолна. В няколко случая Хера участва в заговори с Посейдон срещу Зевс. Най-очевидният пример е когато в Илиада Хера омайва Зевс да заспи в „любовна наслада“, а Посейдон отива да се бие на страната на ахейците. Зевс се събужда внезапно, вижда вилнеещия Посейдон и следва сериозен скандал между него и Посейдон, който в крайна сметка се оттегля.
Хера е известна и като покровителка на някои герои. Тя помага на Язон и неговите сподвижници (аргонавтите)q в търсенето на Златното руно   Друг неин любимец е Евристей. В качеството на богиня-царица и богиня на военните победите/военната слава тя е покровителка на цар Агамемнон, който е неин основен фаворит. Тя е покровителка и на Ахил, Менелай. и Диомед. Самата Хера обявява себе си за покровителка на три града – Микена, Спарта и Аргос
Освен богиня на брака, Хера е богиня на воинското начало; самата дума херос (герой) идва от Хера.

## В „Илиада“
Когато Парис-Александър се явява съдия на конкурса за красота между Хера, Атина и Афродита, Хера му обещава войнски победи и слава, както и половин Азия, ако я избере за победителка. Озлобена от това, че наградата е дадена на Афродита, по-късно Хера активно подкрепя ахейците във войната им срещу Троя и дори участва в боевете. Когато троянците взимат превес след смъртта на Патрокъл, Хера заставя слънцето да залезе по-бързо, за да се прекрати временно битката. Освен това изпраща своята вестителка Ирида, да наговори Ахил да се включи в битката за тялото на Патрокъл, докато тя отвлича вниманието на Зевс. В друга ситуация разпръсква гъста мъгла, та да пречи на троянците. Двете с Атина Палада, огорчени от загубата на конкурса за красота често действат съвместно в действията си срещу троянците. Тя първа (и единствена) от всички богове се възпротивява на предложението на Зевс за мирно разрешение на конфликта (на Менелай да се върне Елена и съкровищата):
Зевсе Крониде безсрамен, какви ми ти думи надума?
Мигар желаеш да сториш труда ми напразен, несвършен?
В пот се обливах обилно, сама изморих си конете,
свиквайки тази войска — за Приам и децата му гибел.
Действувай! Всичките други безсмъртни това не желаем.“
Хера е единствената от олимпийските богини, която си позволява да оспорва заповедите на Зевс (от боговете е известен един случай и на Посейдон). Вероятно не е без значение, че освен негова съпруга тя му е сестра, а също и първородно дете на Кронос и се чувства много по-равностойна на него от децата, племенниците и леля му.

### Определения за Хера
Омир си служи с най-различни определения за Хера, които целят да подчертаят нейната царственост – „волоока“, „златотронна“, „преславна съпруга на Зевса“

## Култ
Хера е била почитана вероятно още в бронзовата епоха. Нейното име, заедно с тези на Зевс и Хермес, се среща в табличките с микенско писмо Линеар Б (Tn 316), открити в Пилос.
Значението на култа към богинята през ранния Архаичен период личи от големите храмове в нейна чест. Най-големите са в два основни центъра – Самос и Арголида, където са издигнати най-ранните гръцки храмове през VIII век пр.н.е.
Вероятно Хера е първата богиня, на която древните гърци посвещават покрито светилище на Самос около 800 г. пр.н.е. На същото място по-късно е построен храм – Херайон – един от най-големите гръцки храмове. Свещеният олтар, както и при другите древногръцки храмове, се намира на открито пред храма. Следват една след друга различни постройки, сред които колосалната структура в йонийски стил на Ройкос и Теодорос от VI век пр.н.е. и т.нар. Храм на Поликрат, който е и с най-големите размери (55 х 108 м) и със 155 колони. Храм ѝ е построен и на свещения остров Делос. На остров Евбея са се провеждали фестивали, известни като „Големи Дедалии“, посветени на Хера.
В континентална Гърция Хера е особено почитана в Арголида (Hera Argeia), в светилище между микенските полиси Аргос и Микена, където в нейна чест, като покровителка на земеделието и домашния добитък, там се провеждат празненства с процесии, наричани Heraia. Според Омир, Хера обявява на всеослушание „три града известни имам любими - Аргос безводен, и Спарта, и широкодрумна Микена“. Храмове на Хера е имало и в Олимпия, Коринт, Тиринт, Перахора.
Култът ѝ е разпространен и в Магна Греция. В Пестум, Италия има два храма на Хера в дорийски стил, издигнати около 550 и 450 г. пр.н.е. Единият от тях дълго време е смятан за храм на Посейдон, но през 50-те години на XX век е посочен като втори храм на Хера.